# Everlong
Everlong är en låt av Foo Fighters, utgiven som singel den 18 augusti 1997 och utgör den andra singeln från albumet The Colour and the Shape. Låten blev en hit och erövrade bland annat andra plats på UK Rock & Metal.
Den surrealistiska musikvideon regisserades av Michel Gondry.